# Бахла
Бахла (на арабски: بهلا‎) е град в северен Оман, в минтакат Ад-Дахилия. Населението на града е около 65 000 души.
В рамките на града има 17 век Крепост Бахла вписан през 1997 г. в списъка на ЮНЕСКО за Световното културно и природно наследство.
Жители заемат се главно в керамика.